# Matriz de Cartan
En matemáticas, el término matriz de Cartan tiene tres significados, y todos ellos reciben su nombre del matemático francés Élie Cartan. Curiosamente, las matrices de Cartan en el contexto del álgebra de Lie fueron investigadas por primera vez por Wilhelm Killing, mientras que la forma de Killing se debe a Cartan.

## Álgebras de Lie
Una matriz de Cartan generalizada (simetrizable) es una matriz cuadrada {\displaystyle A=(a_{ij})} con entradas enteras tales que
1. Para los elementos diagonales, {\displaystyle a_{ii}=2}.
2. Para los elementos no diagonales, {\displaystyle a_{ij}\leq 0}.
3. Los elementos {\displaystyle a_{ij}=0} si y solo si {\displaystyle a_{ji}=0}
4. La matriz {\displaystyle A} se puede escribir como {\displaystyle DS}, donde {\displaystyle D} es una matriz diagonal y {\displaystyle S} es una matriz simétrica.

Por ejemplo, la matriz de Cartan para G2 se puede descomponer de la forma siguiente:
{\displaystyle {\begin{bmatrix}2&-3\\-1&2\end{bmatrix}}={\begin{bmatrix}3&0\\0&1\end{bmatrix}}{\begin{bmatrix}{\frac {2}{3}}&-1\\-1&2\end{bmatrix}}.}
La tercera condición no es independiente, sino que en realidad es una consecuencia de la primera y de la cuarta condiciones.
Siempre se puede elegir una D con elementos diagonales positivos. En ese caso, si S en la descomposición anterior es definida positiva, entonces se dice que A es una matriz de Cartan.
La matriz de Cartan de un álgebra de Lie simple tiene por elementos los productos escalares
{\displaystyle a_{ji}=2{(r_{i},r_{j}) \over (r_{j},r_{j})}}
(a veces llamados enteros de Cartan) donde ri son las raíces simples del álgebra. Las entradas son enteros, de acuerdo con una de las propiedades de las raíces. La primera condición se deriva de la definición, la segunda del hecho de que para {\displaystyle i\neq j,r_{j}-{2(r_{i},r_{j}) \over (r_{i},r_{i})}r_{i}} hay una raíz que es una combinación lineal de las raíces simples ri y rj con un coeficiente positivo para rj y así , el coeficiente de ri tiene que ser no negativo. La tercera es cierta porque la ortogonalidad es una relación simétrica. Y por último, sea {\displaystyle D_{ij}={\delta _{ij} \over (r_{i},r_{i})}} y {\displaystyle S_{ij}=2(r_{i},r_{j})}. Debido a que las raíces simples abarcan un espacio euclídeo, S es definido positivo.
Por el contrario, dada una matriz de Cartan generalizada, se puede recuperar su correspondiente álgebra de Lie. (véase álgebra de Kac-Moody para obtener más detalles).

### Clasificación
Una matriz {\displaystyle n\times n} A es descomponible si existe un subconjunto propio {\displaystyle I\subset \{1,\dots ,n\}} no vacío tal que {\displaystyle a_{ij}=0} siempre que {\displaystyle i\in I} y {\displaystyle j\notin I}. A es indescomponible si no es descomponible.
Sea A una matriz de Cartan generalizada indescomponible. Se dice que A es de tipo finito si todos sus menores son positivos, que A es de tipo afín si sus menores principales propios son positivos y A tiene determinante 0 y, en caso contrario, A es de tipo indefinido.
Las matrices indescomponibles de tipo finito clasifican las álgebras de Lie simples de dimensión finita (de tipos {\displaystyle A_{n},B_{n},C_{n},D_{n},E_{6},E_{7},E_{8},F_{4},G_{2}}), mientras que las matrices indescomponibles de tipo afín clasifican las álgebras de Lie afines (por ejemplo, sobre algún campo algebraicamente cerrado de característica 0).

#### Determinantes de las matrices de Cartan de las álgebras de Lie simples
Los determinantes de las matrices de Cartan de las álgebras de Lie simples se dan en la siguiente tabla (junto con A1=B1=C1, B2=C2, D3=A3, D2=A1A1, E5=D5, E4=A4 y E3=A2A1 ).
| An    | Bn | Cn | Dn ≥ 3 | En 3 ≤ n ≤ 8 | F4 | G2 |
| ----- | -- | -- | ------ | ------------ | -- | -- |
| n + 1 | 2  | 2  | 4      | 9 − n        | 1  | 1  |

Otra propiedad de este determinante es que es igual al índice del sistema de raíces asociado, es decir, es igual a {\displaystyle |P/Q|}, donde P y Q denotan la retícula de pesos y la retícula de raíces respectivamente.

## Representaciones de álgebras de dimensión finita
En teoría de la representación modular, y más generalmente, en la teoría de representaciones del álgebra asociativa A de dimensión finita no semisimple, una matriz de Cartan se define considerando un conjunto (finito) de módulos principales indescomponibles y escribiendo una serie de composición para ellos en términos de módulos irreducibles, lo que produce una matriz de números enteros que cuenta el número de apariciones de un módulo irreducible.

## Matrices de Cartan en la teoría M
En la teoría M, se puede considerar una geometría con dos ciclos que se cruzan entre sí en un número finito de puntos, en el límite donde el área de los dos ciclos llega a cero. En este límite, aparece un grupo de simetría local. Se conjetura que la matriz de los números de intersección de una base de dos ciclos es la matriz de Cartan del álgebra de Lie de este grupo de simetría local.
Esto se puede explicar de la siguiente manera. En la teoría M se manejan solitones, que son superficies bidimensionales llamadas membranas o 2-branas. Una 2-brana tiene asociada una tensión asociada y, por lo tanto, tiende a encogerse, pero puede rodear dos ciclos, lo que evita que se reduzca a cero.
Se puede compactar una dimensión que es compartida por todos los dos ciclos y sus puntos de intersección, y luego tomar el límite donde esta dimensión se reduce a cero, obteniendo así una reducción dimensional sobre esta dimensión. Entonces se obtiene el tipo IIA de la teoría de cuerdas como límite de la teoría M, con 2-branas envolviendo dos ciclos ahora descritos por una cadena abierta estirada entre D-branas. Hay un grupo de simetría local U1 para cada D-brana, parecido al grado de libertad de moverla sin cambiar su orientación. El límite donde los dos ciclos tienen área cero es el límite donde estas D-branas están una encima de la otra, de modo que se obtiene un grupo de simetría local mejorado.
Ahora, una cuerda abierta estirada entre dos D-branas representa un generador de álgebra de Lie, y el commutador de dos de estos generadores es un tercero, representado por una cuerda abierta que se obtiene pegando los bordes de dos cuerdas abiertas. La última relación entre diferentes cuerdas abiertas depende de la forma en que las 2-branas pueden cruzarse en la teoría M original, es decir, en la intersección de dos ciclos. Por tanto, el álgebra de Lie depende completamente de estos números de intersección. La relación precisa con la matriz de Cartan se debe a que esta última describe los conmutadores de las raíces simples, que están relacionadas con los dos ciclos en la base que se elija.
Los generadores en el subálgebra de Cartan están representados por cadenas abiertas que se extienden entre una D-brana y ella misma.

## Clasificación de las matrices de cartan indescomponibles
Se pueden especificar todas las matrices de Cartan indescomponibles (sin considerar casos equivalentes). La denominación en la siguiente lista sigue la clasificación habitual de álgebras de Lie simples de dimensión finita.
{\displaystyle A_{n}={\begin{pmatrix}2&-1&&&&&&&\\-1&2&-1&&&&&&\\&-1&2&-1&&&&&\\&&-1&\cdot &\cdot &&&&\\&&&\cdot &\cdot &\cdot &&&\\&&&&\cdot &\cdot &-1&&\\&&&&&-1&2&-1&\\&&&&&&-1&2&-1\\&&&&&&&-1&2\end{pmatrix}}\quad \quad n\geq 1}
{\displaystyle B_{n}={\begin{pmatrix}2&-1&&&&&&&\\-1&2&-1&&&&&&\\&-1&2&-1&&&&&\\&&-1&\cdot &\cdot &&&&\\&&&\cdot &\cdot &\cdot &&&\\&&&&\cdot &\cdot &-1&&\\&&&&&-1&2&-1&\\&&&&&&-1&2&-1\\&&&&&&&-2&2\end{pmatrix}}\quad \quad n\geq 2}
{\displaystyle C_{n}={\begin{pmatrix}2&-1&&&&&&&\\-1&2&-1&&&&&&\\&-1&2&-1&&&&&\\&&-1&\cdot &\cdot &&&&\\&&&\cdot &\cdot &\cdot &&&\\&&&&\cdot &\cdot &-1&&\\&&&&&-1&2&-1&\\&&&&&&-1&2&-2\\&&&&&&&-1&2\end{pmatrix}}\quad \quad n\geq 3}
{\displaystyle D_{n}={\begin{pmatrix}2&-1&&&&&&&&\\-1&2&-1&&&&&&&\\&-1&2&-1&&&&&&\\&&-1&\cdot &\cdot &&&&&\\&&&\cdot &\cdot &\cdot &&&&\\&&&&\cdot &\cdot &-1&&&\\&&&&&-1&2&-1&&\\&&&&&&-1&2&-1&-1\\&&&&&&&-1&2&\\&&&&&&&-1&&2\end{pmatrix}}\quad \quad n\geq 4}
{\displaystyle E_{6}={\begin{pmatrix}2&-1&&&&\\-1&2&-1&&&\\&-1&2&-1&-1&\\&&-1&2&&\\&&-1&&2&-1\\&&&&-1&2\end{pmatrix}}}
{\displaystyle E_{7}={\begin{pmatrix}2&-1&&&&&\\-1&2&-1&&&&\\&-1&2&-1&&&\\&&-1&2&-1&-1&\\&&&-1&2&&\\&&&-1&&2&-1\\&&&&&-1&2\end{pmatrix}}}
{\displaystyle E_{8}={\begin{pmatrix}2&-1&&&&&&\\-1&2&-1&&&&&\\&-1&2&-1&&&&\\&&-1&2&-1&&&\\&&&-1&2&-1&-1&\\&&&&-1&2&&\\&&&&-1&&2&-1\\&&&&&&-1&2\end{pmatrix}}}
{\displaystyle F_{4}={\begin{pmatrix}2&-1&&\\-1&2&-1&\\&-2&2&-1\\&&-1&2\end{pmatrix}}}
{\displaystyle G_{2}={\begin{pmatrix}2&-3\\-1&2\end{pmatrix}}}